# Gatewood Sanders Lincoln
Gatewood Sanders Lincoln, ameriški pomorski častnik, * 5. avgust 1875, † 15. oktober 1957.
Lincoln je bil kapitan Vojne mornarice ZDA in guverner Ameriške Samoe v dveh mandatih (2. avgust 1929–24. marec 1931 in 17. julij 1931–12. maj 1932).